# Temptation (sång av Heaven 17)
Temptation är en låt av den brittiska gruppen Heaven 17 utgiven 1983. Den ingår på albumet The Luxury Gap och är gruppens största framgång på UK Singles Chart där den nådde andra plats i maj 1983.
Martyn Ware fick idén att skriva en låt om sexuell anspänning med utgångspunkt i textraden "Lead us not into temptation" från den engelska versionen av Herrens bön. Låtens produktion är en blandning av elektroniskt sound och orkestrering med inspiration från Motown-soundet. Sångaren Glenn Gregory sjunger duett med Carol Kenyon.
En musikvideo gjordes till låten, men på grund av ekonomiska meningsskiljaktigheter medverkar inte Carol Kenyon i videon utan ersattes av en annan person. Videon finns med på cd/dvd-utgåvan Greatest Hits från 2006 som även innehåller en annorlunda demoversion av låten i syntpopstil från 1981. En liveversion finns med på albumet Live at Last från 1999. En remixversion av Brothers in Rhythm blev 1992 en topp 10-hit i Storbritannien med som bäst fjärde plats på listan.